# Мадреанское подцарство
Мадреанское подцарство, или Сонорское подцаство  — часть Голарктического царства во флористическом районировании в биогеографии. Расположено в Северной Америке, в юго-западной части континента и в районе Мексиканского нагорья. В подцарстве лишь одна область — Мадреанская.
Эта территория совпадает с зонами тропического и субэкваториального климата. Здесь много и пустынь, и жестколистных кустарниковых формаций, и хвойных горных лесов.

## Флора
Флора этой части суши настолько своеобразна, что её можно вполне рассматривать, как отдельное подцарство.Развитие флоры этой области шло независимо от флоры Древнесредиземноморского подцарства, но в некоторых случаях их развитие шло конвергентно. Есть общие роды растений, например, земляничное дерево, дуб, калина, можжевельник, фисташка, платан и др.
Много эндемичных родов, среди которых особо примечательна карнегия из семейства кактусовых. Её особи достигают 10-12 м в высоту. Распространена она больше в пустыне Сонора, которую часто называют кактусовой. Знаменитым эндемиком является и секвойя гигантская (мамонтово дерево), вечнозеленая, произрастающая в Калифорнии.